# Neottolemo
Neottolemo (in greco antico Νεοπτόλεμος) è un personaggio della mitologia greca, figlio di Achille e della principessa Deidamia, il quale partecipò come il padre alla guerra di Troia.
Achille portava allora il soprannome di Pirra, "la Fulva", poiché la madre Teti, dopo aver saputo da un oracolo che suo figlio sarebbe morto davanti a Troia, fece nascondere il giovane rivestendolo di abiti femminili e mandandolo alla corte di Licomede, re di Sciro (vedi Achille a Sciro), dove l'eroe visse per nove anni con le figlie del re (fra cui Deidamia sua sposa) e proprio per il colore dei suoi capelli di un biondo ardente, prese questo appellativo alla corte reale, che poi ereditò Neottolemo prendendo l'epiteto di Pirro. In ogni caso è riconosciuto con due nomi, Neottolemo e Pirro, usati indistintamente.

## Il mito

### Origini
Neottolemo era figlio di Achille e della principessa Deidamia, figlia del re Licomede. Un giorno, Calcante predisse che Troia sarebbe caduta solo se Achille si fosse unito alle forze raccolte da Agamennone. Teti purtroppo sapeva che suo figlio sarebbe morto in quell'impresa, perché il destino aveva voluto che morisse giovanissimo e ricoperto di onori oppure che vivesse lunghi anni ma nell'oscurità. Rivestì allora il bambino con abiti femminili e lo celò agli uomini, nascondendolo tra le figlie del re Licomede, sull'isola di Skiros.
Achille visse per nove anni alla corte del re e fu chiamato Cercisera, Issa, Prometea o Pirra “la Fulva”, proprio per il colore dei suoi capelli di un biondo ardente; giacque in segreto con una figlia di Licomede, Deidamia, e la rese madre di Pirro, in seguito chiamato Neottolemo, e Oneiro, che fu ucciso da Oreste.
Venne alla luce, infatti, proprio durante il ritorno di Achille a Skiros, dopo la sconfitta della Misia e il ferimento di Telefo.
Alcuni sostengono che Neottolemo fosse figlio di Achille e Ifigenia. Quando la vergine stava per essere sacrificata sull'altare alla dea Artemide, Clitennestra, madre della giovane, pregò tra le lacrime Achille di riportarle la figlia e salvarla dal sacrificio. L'eroe intervenne, salvando la vergine e conducendola in Scizia, dove la sposò e le diede come figlio Neottolemo.
Il fanciullo fu chiamato Neottolemo per aver combattuto in età precocissima.

### Imprese a Troia
Nato dopo la partenza del padre per la guerra di Troia, Neottolemo fu allevato dal nonno. Dopo la morte di Achille e la cattura dell'indovino Eleno, gli Achei seppero da quest'ultimo che la città non sarebbe mai caduta se Neottolemo non fosse venuto a combattere in mezzo a loro. Un'altra condizione era anche il possesso dell'arco e delle frecce di Eracle. Inviarono dunque un'ambasciata, composta da Ulisse, Fenice e Diomede, a cercare Neottolemo a Sciro. Licomede s'oppose alla partenza del giovane; ma questi, fedele alla tradizione paterna, seguì gli ambasciatori greci. Sulla strada di Troia, li accompagnò a Lemno, dove si trovava Filottete, ammalato ed incapace di risolvere la situazione nella quale lo aveva lasciato Agamennone dietro consiglio di Ulisse. Ma Filottete possedeva le armi di Eracle, così Neottolemo, insieme ad Ulisse e Fenice, lo convinse a venire a Troia. Davanti a Troia, citato nell'Eneide, dove è perfino protagonista nel II canto, Neottolemo compì numerose imprese: uccise in particolare Euripilo, figlio di Telefo e, per la gioia, inventò una danza guerriera che portava il suo nome, la pirrica.

### Neottolemo e Filottete
Secondo alcuni autori, Filottete era stato abbandonato dai suoi compagni in viaggio per la guerra contro Troia, sull'isola di Lemno, a causa di una ferita infetta e puzzolente provocatagli da una vipera. Dieci anni dopo un oracolo avrebbe però svelato  ai Greci che senza l'arco di Filottete Troia non sarebbe caduta mai. A Odisseo e Neottolemo fu quindi richiesto di andare sull'isola e recuperare ad ogni costo l'arco di Filottete: Neottolemo finse di avere litigato con i capi greci e cercare di accattivarsi la fiducia di Filottete, facendosi consegnare l'arco, che altrimenti sarebbe stato preso con la forza da lui. L'inganno riuscì, grazie anche alla presenza di un marinaio greco che si finse mercante e annunciò l'arrivo di Odisseo. Filottete consegnò il suo arco all'amico Neottolemo, che a sua volta lo consegnò ad Odisseo. All'ultimo momento, però, Neottolemo ebbe compassione e pietà per quell'uomo per cui si decise di restituire l'arco a Filottete, che ovviamente accettò per la gloria. Questa versione è ripresa da Sofocle nella tragedia Filottete.

#### Vittime di Neottolemo

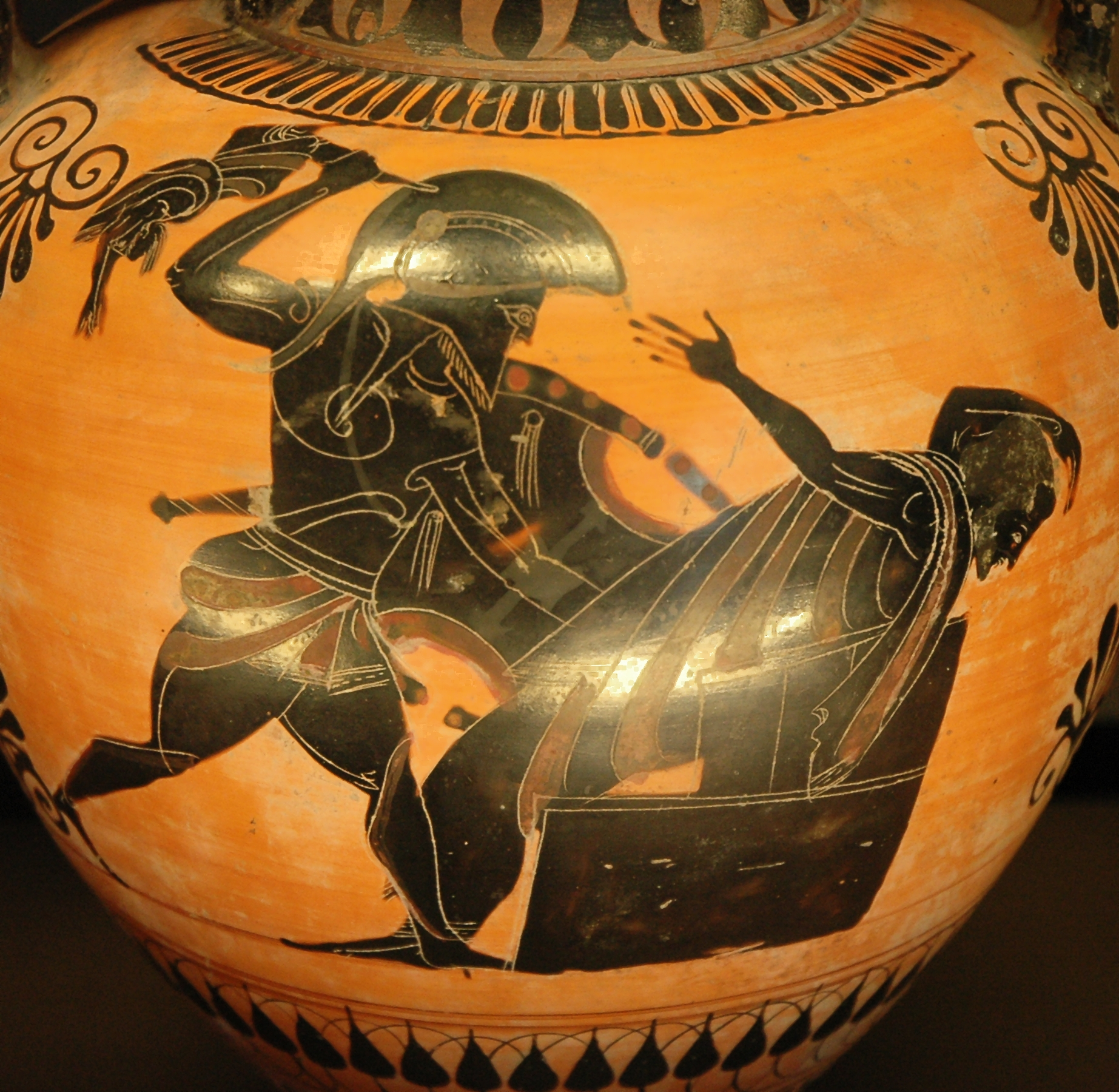
Neottolemo uccide Priamo percuotendolo a morte col cadavere di Astianatte. Dettaglio da un'anfora attica a figure nere, VI secolo a.C., da Vulci.

Neottolemo uccise numerosi Troiani in battaglia:
- Euripilo, che condusse un grande esercito di Misi per aiutare i Troiani contro gli invasori Achei.
- Agenore, eroe troiano, il quale era figlio di Antenore e si trovava nello stesso gruppo di Paride ed Alcatoo (ma solo in alcune tradizioni: per i più infatti egli fuggì da Troia in fiamme).
- Polibo, un altro figlio di Antenore.
- Alcidamante e Melaneo, figlio di Alessinomo, che vissero a Cauno, una città della Licia, nel sud est dell'Asia Minore.
- Antifono, Polite e Pammone, figli di Priamo, vennero anch'essi uccisi dall'eroe, la notte della caduta di Troia.
- Astinoo, figlio di Protiaone.
- Corebo, principe frigio (ma secondo alcuni autori egli fu ucciso da Peneleo).
- Il Re Priamo supplice all'altare.
- Il piccolo Astianatte, figlio di Ettore. Neottolemo lo uccide buttandolo giù dalle mura di Troia per terminare la stirpe.

Figura tra gli eroi che entrarono nel Cavallo di legno e conquistarono la città. Durante i combattimenti decisivi, ammazzò Elaso e Astinoo, ferì o addirittura uccise Corebo e Agenore, figlio di Antenore, poi uccise Euripilo, Polite figlio di Priamo e lo stesso re, che si era rifugiato presso un altare, e fece precipitare il piccolo Astianatte dall'alto di una torre: così Ettore era stato ucciso da Achille, e suo figlio dal figlio di Achille. Secondo le fonti letterarie pervenuteci, Neottolemo uccise Priamo con la sua spada; in alcune raffigurazioni artistiche (vasi e anfore del VI secolo avanti Cristo) si vede invece l'acheo percuotere a morte il vecchio re troiano col cadavere di Astianatte. Secondo alcune fonti antiche, nell'Iliou Persis viene riportata la notizia che egli fosse anche cannibale: il padre Achille infatti, con l'estrema violenza e crudeltà usata nei confronti di Ettore, avrebbe spinto il figlio, indirettamente, ad iniziare questa pratica barbarica.

### Dopo la guerra di Troia
Nel bottino di guerra, Neottolemo ottenne Andromaca, vedova di Ettore molto più grande di lui, che divenne la sua concubina. Per onorare la memoria del padre, immolò sulla sua tomba Polissena.
A partire dal ritorno da Troia, le versioni cominciano ad essere dissimili: nella tradizione omerica, Neottolemo tornò in Grecia con Menelao, il quale gli diede in sposa la figlia Ermione, e si trasferì in Ftiotide. Altre versioni dicono che si trasferì in Epiro, dove ebbe da Andromaca i figli Molosso, Pielo e Pergamo, e che venne ucciso da Oreste perché aveva rapito Ermione, sua futura sposa e non di Neottolemo. Un'altra versione ancora dice che venne ucciso dai sacerdoti di Delfi, fra cui Machereo, sotto responso della Pizia: Apollo prolungava così la sua collera contro la famiglia di Achille.

## Nelle opere letterarie
- Dante Alighieri lo collocò probabilmente tra gli assassini nel VII cerchio dell'Inferno (XII, 135) indicandolo semplicemente come Pirro, ma può darsi che si riferisse invece a Pirro, re dell'Epiro, sebbene altrove lo lodi. Se si trattasse effettivamente del personaggio mitologico, farebbe una macabra accoppiata con un altro figlio degenere che Dante gli accosta: Sesto Pompeo.

- Il figlio di Achille, sotto il nome di Pirro, è uno dei protagonisti dell'Andromaca del drammaturgo francese Jean Racine e delle varie opere liriche che da essa furono tratte, tra cui l'Ermione di Gioachino Rossini.